# Deja News
Deja News Research Service (od francuskiego określenia Deja Vu, czyli „już widziane”) – zaopatrzone w wyszukiwarkę, publiczne archiwum wiadomości publikowanych w Usenecie, założone w marcu 1995 przez Steve’a Madere’a w Austin w stanie Teksas.
Archiwa grup dyskusyjnych w Usenecie istnieją tak długo, jak samo medium, natomiast Deja News oferowało nowatorskie połączenie cech – było publicznie dostępne, zawierało prosty interfejs w postaci witryny WWW, pozwalało przeszukiwać wiele archiwów jednocześnie i utrzymywało wiadomości w nieskończoność. Narzędzia wyszukiwawcze serwisu znacząco zmieniły rolę Usenetu z efemerycznego medium komunikacyjnego w wartościowe repozytorium informacji, aczkolwiek łatwość dotarcia do opublikowanych kiedyś wiadomości wzbudziła też obawy co do poufności i podkreśliła wielokrotnie uwypuklaną konieczność zachowania ostrożności w publicznych dyskusjach.
Sam Madere był niechętny usuwaniu zarchiwizowanego materiału, jednak protesty użytkowników i nacisk prawny spowodował wprowadzenie techniki pozwalającej nadawcom wiadomości trwale usuwać ich własne postingi z zasobów Deja News. Serwis obsługiwał też znacznik X-No-Archive w nagłówku wiadomości, który miał powodować pominięcie wiadomości w procesie archiwizowania. Właścicielom praw autorskich także pozwalano usuwać materiały z archiwum – według Humphreya Marra z Deja News akcje te były podejmowane głównie przez kościół scjentologiczny.
Serwis rozrósł się szybko, oferując poza wyszukiwaniem My Deja News – technikę czytania grup dyskusyjnych w tradycyjnym, chronologicznym układzie oraz publikowania wiadomości. Deja Communities były z kolei prywatnymi forami internetowymi przeznaczonymi dla firm. W 1999 r. serwis, już pod nazwą Deja.com, wprowadził usługę porównywania produktów handlowych – w czasie tej zmiany, która wymagała też przeniesienia serwerów, starsza część archiwum stała się niedostępna.
Do końca 2000 r. firma popadła w kłopoty finansowe i sprzedała serwis eBayowi, który wykorzystał tę technikę w serwisie half.com. W 2001 r. serwis został zamknięty. Archiwa zostały nabyte przez Google i wprowadzone ponownie w postaci Google Groups. Zasięg archiwum poszerzono wstecz do 1981 r., dodając zbiory z prywatnych źródeł. Serwis Google’a jest niekiedy nazywany „Dejagoogle” lub „Gooja”.